# Paco Miller
Edmundo Antonio Jijón Serrano (Guayaquil, Ecuador, 1909-Ciudad de México, 9 de diciembre de 1997), artísticamente conocido como Paco Miller, fue un ventrílocuo ecuatoriano radicado en México. Fue él quien, en 1943, unió a Germán Valdés a su compañía y quien, posteriormente, lo bautizó como Tin Tán. Fue actor en las películas La liga de las canciones (1941) al lado de Mapy Cortés, Canto a las Américas (1943) al lado de  Adriana Lamar, Ramón Pereda y la cantante María Victoria Cervantes, El que la traga, la paga (cortometraje, 1943) al lado de Tin Tán y en el film Los amigos Maravilla en el mundo de la aventura (1963). Fue pareja de la cantante mexicana Imelda Miller.